# Montigny-sur-l’Ain
Montigny-sur-l’Ain ist eine französische Gemeinde im Département Jura in der Region Bourgogne-Franche-Comté.

## Geographie
Montigny-sur-l’Ain liegt auf 490 m ü. M., etwa 18 Kilometer östlich der Stadt Lons-le-Saunier (Luftlinie). Das Haufendorf erstreckt sich im Jura, in der Senke der Combe d’Ain, inmitten des breiten Ain-Tals zwischen dem Kamm der Heute im Westen und dem Hochplateau von Champagnole im Osten.
Die Fläche des 7,99 km² großen Gemeindegebiets umfasst einen Abschnitt des französischen Juras. Der westliche Teil des Gebietes wird von der breiten Senke des Ain eingenommen, die durchschnittlich auf 480 m ü. M. liegt. Der Fluss, der die westliche Grenze bildet, fließt hier durch eine breite Talniederung nach Süden. Vom Flusslauf erstreckt sich das Gemeindeareal ostwärts über die Talebene, an die eine rund 100 m hohe Geländestufe anschließt, die zum Hochplateau von Champagnole überleitet. Diese Geländestufe wird durch verschiedene Erosionsrinnen untergliedert. Auf dem überwiegend waldbedeckten (Forêt du Chanet) Hochplateau wird mit 661 m ü. M. die höchste Erhebung von Montigny-sur-l’Ain erreicht.
Zu Montigny-sur-l’Ain gehören neben dem eigentlichen Ort auch mehrere Weiler und Einzelhöfe, darunter:
- Monnet-le-Bourg (520 m ü. M.) am östlichen Rand der Combe d’Ain am Fuß des Hochplateaus
- Monnet-le-Château (605 m ü. M.) auf einem Vorsprung auf dem Hochplateau von Champagnole

Nachbargemeinden von Montigny-sur-l’Ain sind Pont-du-Navoy und Monnet-la-Ville im Norden, Mont-sur-Monnet im Osten, Marigny im Süden sowie Hauteroche mit Mirebel im Westen.

## Geschichte
Verschiedene Funde weisen darauf hin, dass das Gemeindegebiet von Montigny-sur-l’Ain bereits während der gallorömischen Zeit besiedelt war. Der Ortsname leitet sich vom gallorömischen Geschlechtsnamen Montan(i)us ab und bedeutet so viel wie Landgut des Montan(i)us (Montaniacum). Im Mittelalter gehörte Montigny-sur-l’Ain zur Vizegrafschaft Monnet, deren Schloss sich auf einem Vorsprung über der Combe d’Ain befand. Es wurde im Jahr 1480 auf Befehl des Königs Ludwig XI. zerstört. Auch die ehemalige Dorfkirche existiert nicht mehr. Zusammen mit der Franche-Comté gelangte Montigny-sur-l’Ain mit dem Frieden von Nimwegen 1678 an Frankreich.

## Sehenswürdigkeiten
Vom ehemaligen Château de Monnet sind die Ruinen erhalten: Grundmauern des Bergfrieds und von Rundtürmen sowie Grabenanlagen.

## Bevölkerung
| Jahr                       | 1962 | 1968 | 1975 | 1982 | 1990 | 1999 | 2007 | 2019 |
| -------------------------- | ---- | ---- | ---- | ---- | ---- | ---- | ---- | ---- |
| Einwohner                  | 129  | 126  | 135  | 149  | 142  | 179  | 193  | 207  |
| Quellen: Cassini und INSEE |      |      |      |      |      |      |      |      |

Mit 214 Einwohnern (Stand 1. Januar 2022) gehört Montigny-sur-l’Ain zu den kleinen Gemeinden des Départements Jura. Nachdem die Einwohnerzahl in der ersten Hälfte des 20. Jahrhunderts markant abgenommen hatte (1891 wurden noch 246 Personen gezählt), wurde seit Beginn der 1990er Jahre wieder eine leichte Bevölkerungszunahme verzeichnet.

## Wirtschaft und Infrastruktur
Montigny-sur-l’Ain war bis weit ins 20. Jahrhundert hinein ein vorwiegend durch die Landwirtschaft und die Forstwirtschaft geprägtes Dorf. Daneben gibt es heute einige Betriebe des lokalen Kleingewerbes. Mittlerweile hat sich das Dorf auch zu einer Wohngemeinde gewandelt. Viele Erwerbstätige sind Wegpendler, die in den größeren Ortschaften der Umgebung ihrer Arbeit nachgehen.
Die Ortschaft liegt abseits der größeren Durchgangsstraßen an einer Departementsstraße, die von Pont-du-Navoy durch das Tal des Ain nach Doucier führt. Eine weitere Straßenverbindung besteht mit Monnet-la-Ville.